# Əhliman Əmiraslanov

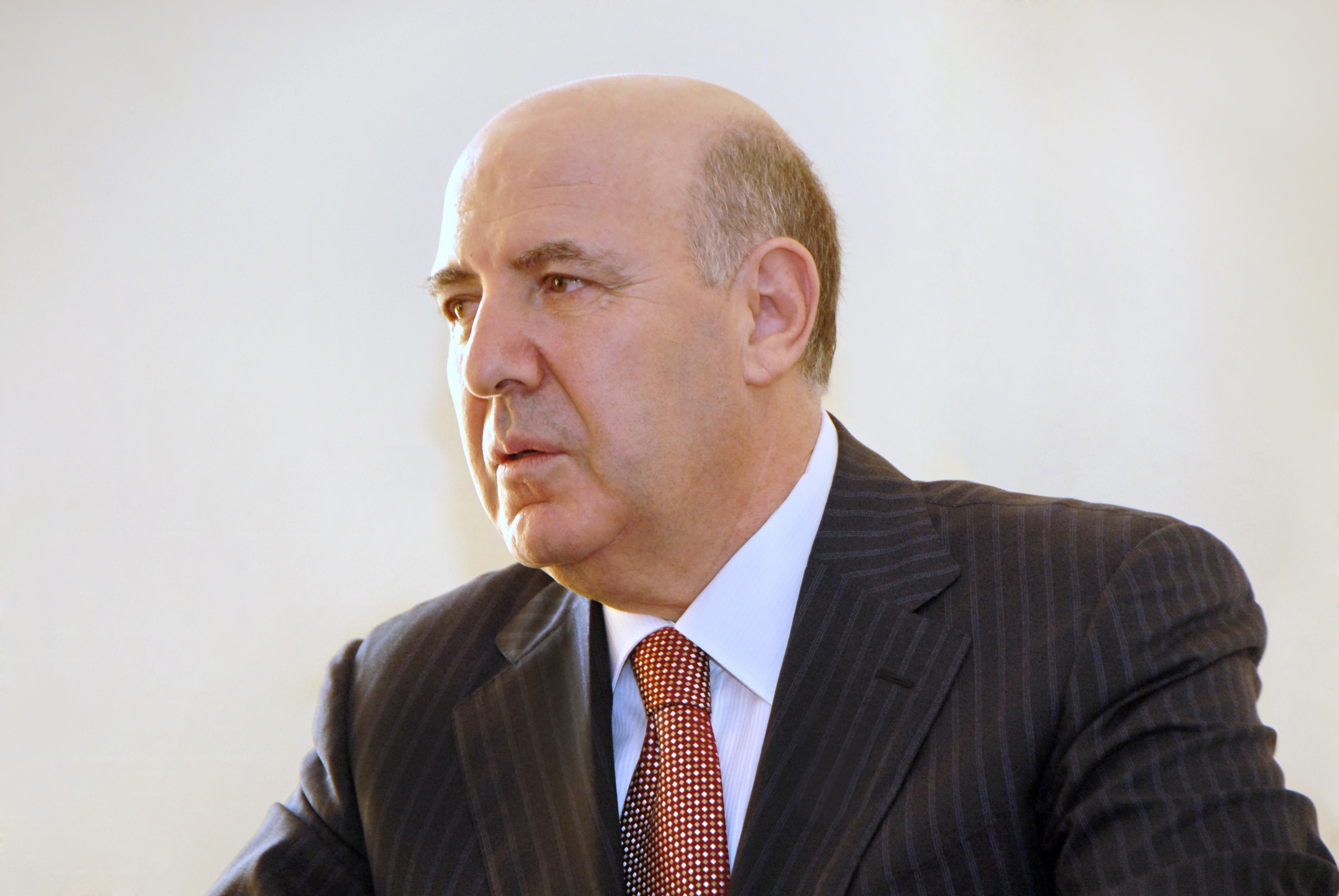
Əhliman Əmiraslanov im Jahr 2007

Əhliman Əmiraslanov (auch Ehliman Emiraslanov oder Ahliman Amiraslanov; * 17. November 1947 in Zod, Armenische SSR) ist ein aserbaidschanischer Onkologe sowie Professor und Rektor der Medizinischen Universität von Aserbaidschan.

## Wissenschaftliches Werk
Əmiraslanov bekam 1985 den Petrow-Preis der Akademie der Medizinischen Wissenschaften der Sowjetunion für seine Arbeiten zu „Knochen-Sarkomien“. 1986 erhielt er für seine wissenschaftlichen Leistungen den Staatspreis der UdSSR, die höchste zivile Auszeichnung der Sowjetunion.
Im Jahr 1992 wurde Ə. T. Əmiraslanov zum Rektor der Medizinischen Universität von Aserbaidschan berufen. Im Jahr 1993 wurde er durch einen Wettbewerb im Namen von N. Nerimanov als Präsident der Onkologie Abteilung der Medizinischen Universität von Aserbaidschan gewählt.
Əmiraslanov ist Autor von 230 wissenschaftlichen Werken, 11 Monographien, 9 Fachbüchern und zahlreichen wissenschaftlichen Arbeiten. Er ist Mitglied der Orthopädie-, Traumatologie- und Onkologie-Union, der Onkologie-Organisationen von Griechenland, Tschechien und Ungarn, Ehrenmitglied der Europäischen Chirurgie Union, Mitglied der Amerikanischen Onkologie-Klinik, Mitglied der Natur-Wissenschaftsakademie, der Polnischen Wissenschaftsakademie sowie auswärtiges Mitglied der Russischen Akademie der Wissenschaften.

### Wissenschaftliche Arbeiten (Auswahl)
- A.T. Amiraslanov,  N.N. Trapeznikov, L.A. Ereminoy. Complex treatment of osteosarcoma patients. In: 2nd International Workshop on the design and application of tumor prosthesis for bone and joint reconstruction. Vienna, 1983.
- A.T. Amiraslanov,  N.N. Trapeznikov, L.A. Ereminoy и др. Management of ostoegenic sarcoma patients/- „Seminar in Surgical Oncology“, v.2, 1986, № 1, 17 p.
- A.T. Amiraslanov,  N.N. Trapeznikov, L.A. Ereminoy и др. Limb saving surgery combined with chemotherapy and radiotherapy in the treatment of osteogenic sarcoma.- In: „Limb salvage in smusculoskeletal oncology“, New York, 1987, 5 p.
- A.T. Amiraslanov. The experience of the salvage operations in patients with tumors of the shoulder girdle.- In: „Proceedings of th International Symposium of Leimb salvage“, Saint-Malo, France, 1987.
- A.T. Amiraslanov. Results of Combination Treatment of Osteogenic Sarcoma patients.- In: New Developments for limb salvage in musculoskeletal tumors. Ed.By T.Yamamuro, Springer-Verlag, Tokyo, 1989., 8 p.
- A.T. Amiraslanov. Complications after knee joint endoprothetics and the ways of their prevention and treatment.- „6th International Symposium on lymb salvage“, September 8–11, 2p. Montreal-Quebec, Canada, 1991.
- A.T. Amiraslanov. II B Osteosarcoma Clinical Orthopedics and Related Research USA, Philadelphia, PA 19105, 1991, 2 p.
- A.T. Amiraslanov.Bone Tumor Management.- London; Butterworths 1187.
- A.T. Amiraslanov, M.D.Aliyev, S.D.Sherbakov, E.E.İbragimov. Perspective of rotation plastic operation in treatment of osteogen sarcoma in children.- 8 th International Symposium on limb salvage, Florence, may 10 th-12 th, 1 p., 1996.
- A.T. Amiraslanov, N.F.Mistakopoulo, G.G.Knirov, F.N.Mistakopoulo. Cachexia  in Patients with Esophagus and Stomach cancer (diaqnosis? Clinical picture and treatment), - Ankara, 1999, 297 p.
- A.T. Amiraslanov, A.A.Amiraslanov, E.E.Ibragimov, N.V.Kasumov. Optimization of treatment of patients with osteogenous sarcomas. 18th Annual Meeting and 6th Simposium of EMSOS Nurse Group, May 25–27, 2005, Stazione Hocrittima, Trieste, Italy, p.122.
- A.T. Amiraslanov, Amiraslanov A.A., Ibragimov E.E., Tagiyev Sh.D. Orqan-preserving treatment and outcome of primary bone tumors. The 23th Annual Meeting of the EMSOS, May 18–20, 2011, Gent, Belgien